# Orrell Rugby Union Football Club
Dernière mise à jour : 26 mai 2010.
Orrell Rugby Union Football Club est un club de rugby anglais fondé en 1927 et basé à Orrell, dans le grand Manchester. Il joue actuellement en Division Three North of rugby union, c’est-à-dire la quatrième division anglaise.

## Histoire
Orrell participe au premier championnat d’Angleterre de rugby à sa création en 1988 où il termine 6e.
Il reste un club régulier du haut de tableau avec pour point d’orgue la saison 1992 où il termine second derrière Bath. 
Le club, en partie grâce à son futur ailier international Dan Luger et son redoutable buteur Simon Mason, termine encore à la 7e place en 1996, il participe ainsi à la première édition du Bouclier européen mais est relégué la même année en seconde division.
Il n’est plus jamais réapparu en élite depuis.

## Palmarès
- Second du championnat d'Angleterre en 1992

## Joueurs célèbres
- Austin Healey
- Dan Luger
- Peter Poulos